# Вики Вочи (Флорида)
Вики Вочи (енгл. Weeki Wachee) град је у америчкој савезној држави Флорида. По попису становништва из 2010. у њему је живело 12 становника.

## Демографија
Према попису становништва из 2010. у граду је живело 12 становника, што је 0 (0,0%) становника више него 2000. године.
| Група             | 2000.       | 2010.       |
| Белци             | 12 (100,0%) | 12 (100,0%) |
| Афроамериканци    | 0 (0,0%)    | 0 (0,0%)    |
| Азијати           | 0 (0,0%)    | 0 (0,0%)    |
| Хиспаноамериканци | 0 (0,0%)    | 0 (0,0%)    |
| Укупно            | 12          | 12          |